# Ornithoctona
Ornithoctona là một chi ruồi hút máu thuộc họ ruồi rận Hippoboscidae. Có 12 loài.. Chúng đều sống ký sinh trên chim..

## Phân bố
Ornithoctona phân bố rộng khắp trừ Châu Nam Cực.

## Phân loại
- Chi Ornithoctona Speiser, 1902

- Nhóm loài '1'

- O. australaisiae (Fabricius, 1805)
- O. fusciventris Wiedemann, 1830
- O. hulahula Maa, 1969
- O. idonea Falcoz, 1929
- O. laticornis (Macquart, 1935)
- O. oxycera Falcoz, 1929
- O. soror Ferris, 1926

- Nhóm loài '2'

- O. nitens Bigot, 1885
- O. orizabae Bequaert, 1954

- Nhóm loài '3'

- O. erythrocephala (Leach, 1817)

- Nhóm loài '4'

- O. plicata von Olfers, 1816
- O. rugicornis Maa, 1963